# Sonja Zimmermann
Sonja Zimmermann née le 15 juin 1999 en Allemagne, est une joueuse de hockey sur gazon allemande. Elle évolue au poste de défenseure au Mannheimer HC et avec l'équipe nationale allemande.
Elle a participé aux Jeux olympiques d'été de 2020.

## Carrière

### Championnat d'Europe
- : 2019, 2021

### Jeux olympiques
- Top 8 : 2020